# Pommers voetbalkampioenschap 1921/22
In 1921/22 werd het vierde Pommers voetbalkampioenschap gespeeld, dat georganiseerd werd door de Baltische voetbalbond. 
Titania Stettin werd kampioen en plaatste zich voor de Baltische eindronde. Een gelijkaardig scenario als het voorgaande jaar speelde zich af. Na protesten van Titania Stettin moest de wedstrijd tegen VfB Königsberg herspeeld worden. Titania Stettin won met 3-0 en werd kampioen.
De club plaatste zich voor de eindronde om de Duitse landstitel en verloor in de eerste ronde van Hamburger SV. Na protest van VfB Königsberg werd de replay tegen Titania geannuleerd en werd Königsberg kampioen, voor de Duitse eindronde was het echter opnieuw te laat.

## Reguliere competitie

### Bezirksliga Stettin
| Plaats | Club                    | Wed. | W  | G | V  | Saldo | Ptn.  |
| ------ | ----------------------- | ---- | -- | - | -- | ----- | ----- |
| 1.     | Stettiner FC Titania 02 | 12   | 10 | 2 | 0  | 40:8  | 22:2  |
| 2.     | Stettiner SC 08         | 12   | 8  | 1 | 3  | 23:8  | 17:7  |
| 3.     | FC Preußen 01 Stettin   | 12   | 7  | 1 | 4  | 19:10 | 15:9  |
| 4.     | Stettiner TV            | 12   | 4  | 2 | 6  | 16:18 | 10:14 |
| 5.     | FC 04 Blücher Stettin   | 12   | 4  | 1 | 7  | 15:19 | 9:15  |
| 6.     | VfB 08 Stettin          | 12   | 3  | 1 | 8  | 10:35 | 7:17  |
| 7.     | SpVgg 05 Stettin        | 12   | 2  | 0 | 10 | 13:38 | 4:20  |

|  | Geplaatst voor de eindronde |
|  | Degradatie                  |

### Bezirskliga Schneidemühl
| Plaats | Club                          |
| ------ | ----------------------------- |
| 1.     | FC Viktoria 1916 Schneidemühl |
| 2.     | FC Hertha Schneidemühl        |
| 3.     | FC Erika Schneidemühl         |
| 4.     | FC Germania 1915 Schneidemühl |
| 5.     | SV Deutsch Krone              |
| 6.     | SV Hellas 1919 Schönlanke     |

|  | Geplaatst voor de eindronde |

## Eindronde
Deelnemers
| Club                     | Gekwalificeerd als                  |
| ------------------------ | ----------------------------------- |
| FC Viktoria Schneidemühl | Kampioen van Grenzmark-Schneidemühl |
| SV 1910 Kolberg          | Kampioen van Kolberg-Köslin         |
| FC Viktoria Stargard     | Kampioen van Stargard               |
| Stettiner FC Titania     | Kampioen van Stettin                |
| SV Sturm Lauenburg       | Kampioen van Stolp-Lauenburg        |
| SV Vorwärts Löcknitz     | Kampioen van Uckermark              |

Kwartfinale
| Team 1               | Uitslag  | Team 2                   |
| -------------------- | -------- | ------------------------ |
| SV Sturm Lauenburg   | 1:2      | FC Viktoria Schneidemühl |
| FC Viktoria Stargard | 2:2, 4:0 | Vorwärts Löcknitz        |
| Stettiner FC Titania | 4:0      | SV 1910 Kolberg          |

Halve Finale
| Team 1               | Uitslag | Team 2               |
| -------------------- | ------- | -------------------- |
| Stettiner FC Titania | 8:3     | FC Viktoria Stargard |

FC Viktoria Schneidemühl had een bye.
Finale
| Team 1               | Uitslag | Team 2                   |
| -------------------- | ------- | ------------------------ |
| Stettiner FC Titania | 7:0     | FC Viktoria Schneidemühl |